# Rosenvinge
Rosenvinge er en stadig levende dansk adelsslægt, hvis stamfader, borgmester i Helsingør Mogens Jensen (død 1528), 31. juli 1505 fik adelsbrev med følgende våben: Skjoldet delt af sølv, hvori en blå rose, og rødt, hvori en sølv vinge, på hjelmen en sølv vinge. Hans efterkommere antog først i det 17. århundrede slægtsnavnet Rosenvinge efter våbenet.
Han var fader til rådmand i Helsingør, tolder ved Sundtolden Jens Mogensen (død 1563) og til borgmester i Helsingør Henrik Mogensen (død 1583), der fik tolderembedet efter sin broders død, og som med dygtighed beklædte denne vanskelige stilling, yndet af Frederik II, der benyttede ham til at forsyne hofholdningen og Flåden med varer. Den førstnævnte af disse brødre var oldefader til diplomaten Henrik Villumsen Rosenvinge (1604-1667), der 1654 sluttede en traktat med Oliver Cromwell, 1655-56 var dansk gesandt i Holland, hvorefter han plejede vigtige forhandlinger med kongen af Polen for at forhindre, at denne sluttede fred med Sverige uden Danmarks deltagelse. Ovennævnte H.M. var fader til borgmester i Odense Mogens Henriksen Rosenvinge (1540-1607), hvis brodersøn, Steen Villumsen Rosenvinge (død 1647), som 1613-30 var Holmens chef for senere at føre tilsyn med jernværkerne i det sydlige Norge. Blandt den nyere slægts medlemmer skal her nævnes kommandør Sigvart Urne Rosenvinge (1758-1820), der 1807 havde det sørgelige hverv at udlevere den danske flådes materiel til englænderne.